# Амбуд
Амбуд (рум. Ambud) — село у повіті Сату-Маре в Румунії. Входить до складу комуни Пеулешть.
Село розташоване на відстані 443 км на північний захід від Бухареста, 4 км на південний схід від Сату-Маре, 121 км на північний захід від Клуж-Напоки.

## Населення
За даними перепису населення 2002 року у селі проживали 1044 особи.
Національний склад населення села:
| Національність | Кількість осіб | Відсоток |
| -------------- | -------------- | -------- |
| угорці         | 815            | 78,1%    |
| цигани         | 137            | 13,1%    |
| румуни         | 92             | 8,8%     |

Рідною мовою назвали:
| Мова      | Кількість осіб | Відсоток |
| --------- | -------------- | -------- |
| угорська  | 959            | 91,9%    |
| румунська | 85             | 8,1%     |